# Amathuxidia westwoodi
Amathuxidia westwoodi är en fjärilsart som beskrevs av Butler 1869. Amathuxidia westwoodi ingår i släktet Amathuxidia och familjen praktfjärilar. Inga underarter finns listade i Catalogue of Life.